# Минти, Эмиль
Эмиль Минти (1972 г.р.) — австралийский бывший ребёнок-актер. Он сыграл Дикаря, дикого ребёнка в фильме 1981 года Безумный Макс 2: Воин дороги. Как актёр у него в фильме не было реплик. После «Безумного Макса 2» Минти играл второстепенные роли в Fluteman (1982) и в The Winds of Jarrah (1983). В 1990 году он появился в нескольких эпизодах Country Practice.
Минти отказался от актёрской игры, когда окончил школу. Он стал ювелиром и с начала 1990-х работал в компании Chris Lewis Jewelers в Сиднейском Глэдсвилле. Отец двоих детей

## Фильмография
- Безумный Макс 2: Воин дороги (1981) — Дикий ребёнок
- Флютмен (1982) — Тоби
- Ветры Джарры (1983) — Энди Марлоу
- Летающие доктора (1990) — Мэт Коулсон